# ГАЗ-3344
ГАЗ-3344 — російський дволанковий гусеничний болотосув, призначений для перевезення людей, вантажів та різного технологічного обладнання в особливо важких дорожніх та кліматичних умовах. Виробляється Заволзьким заводом гусеничних тягачів (Група ГАЗ) з 2012 року, перший дволанковий всюдихід цього виробника.

## Опис

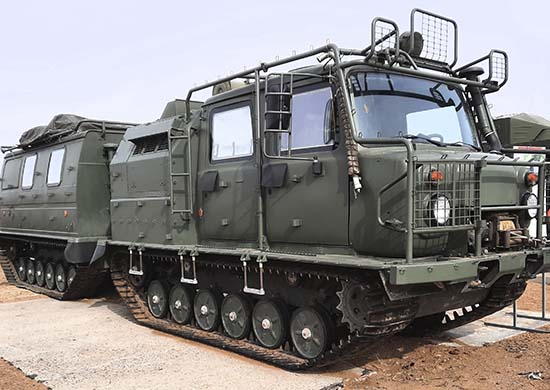
Снігоболотохід ГАЗ-3344-20 «Алеут»

У журналі «За рулем» ГАЗ-3344 порівнюється з дволанковими всюдиходами ДТ-10 та ДТ-30 виробництва компанії «Вітязь». Підвищена прохідність дволанкових всюдиходів цієї моделі пов'язана з активним приводом на гусениці обох ланок, низьким питомим тиском на грунт (спеціальні гумові гусениці дозволяють навіть пересування по асфальту без псування покриття) та гнучкістю зчленування ланок у горизонтальній та вертикальній площині. Під час руху по пересіченій місцевості дволанкова гусенична конструкція пройде ділянки, на яких одноланкова застрягне. У той же час, конструктивне рішення ГАЗ-3344 дозволяє зробити зчіпку жорсткою, що дозволяє долати траншеї шириною до 3 м.
Габарити ГАЗ-3344 підбиралися з розрахунку на умови, в яких експлуатуватиметься машина. Так, загальна ширина корпусу (трохи більше 2 м) дозволяє їй проходити лісовими дорогами, розрахованими на трактори «Білорусь», у яких ширина становить від 1,6 до 2 м; а ширина колії відповідає прийнятій у країнах колишнього Радянського Союзу залізничній, таким чином забезпечуючи можливість переміщення ГАЗ-3344 рейками без інших доріг. Може машина пересуватися і водою за рахунок герметичності нижньої частини корпусу, швидкість пересування по воді — до 6 км/год.
Перша ланка болотосува є силовим модулем, в якому розташована кабіна на п'ять осіб та моторно-трансмісійне відділення. Друга ланка може бути виготовлена у різних варіантах:
- суцільнометалевий пасажирський модуль (15 посадочних місць)
- вантажна платформа корисним навантаженням до 2500 кг
- аварійно-рятувальний модуль
- пожежний модуль
- бурова установка
- телескопічна вежа-підйомник
- лісопатрульний комплекс
- медичний модуль
- пункт технічної допомоги

Техніка агрегатується двигуном Cummins або ЯМЗ 53402, передпусковим підігрівачем Webasto, автоматичною коробкою передач Allison. Кермо на болотосуві аналогічне легковому транспорту. На снігоболотоході встановлюється асфальтохідний гусеничний рушій із гумометалевим шарніром та зі знімними гумовими черевиками.
Болотосув розрахований на експлуатацію та безгаражне зберігання при температурах навколишнього повітря від -40°С до +40°С, а також у гірській місцевості з висотою над рівнем моря до 4650 м

## Технічні характеристики
- Маса снігоболотоходу, кг:
  - споряджена — 7500
  - повна — 10 000
  - вантажопідйомність першої ланки — 500
  - вантажопідйомність другої ланки — 2500
- Кількість посадочних місць:
  - у кабіні передньої ланки — 5 (з водієм)
  - в салоні другої ланки (пасажирська версія) / у тому числі спальних — 15 / 6

### Експлуатаційні характеристики
- максимальна швидкість на шосе, км/год — 60
- максимальна швидкість на плаву, км/год — 5…6
- витрата палива по шосе, л/100 км — 50
- запас палива, л — 400
- запас ходу по паливу, км — 800

- Двигун — Cummins ISB4.5E3 185 (дизельний, рядний 4-циліндровий з турбонаддувом)
- робочий об'єм, л — 4,5
- потужність, кВт (к. с.) — 138 (185)
- Максимальний крутний момент, брутто, кН·м — 650

### Показники прохідності
- середній питомий тиск на ґрунт, кПа (кгс/см2) — 20,0 (0,20)
- кут долання підйому, град — 35
- кут бокового крену, град — 25
- мінімальний радіус повороту по осі машини, м — 10

## Бойове застосування

### Російсько-українська війна
Один подібний всюдихід було знищено 13 березня 2022 року українськими військами під Харковом під час російського вторгнення в Україну 2022 року. Спочатку його ідентифікували як ДТ-30 «Витязь». Але згодом з'ясувалось (особливо після появи кращих знімків), що знищено було ГАЗ-3344-20 «Алеут». Станом на 23 травня 2024 верифіковано знищення трьох таких машин.